# Primeras canciones

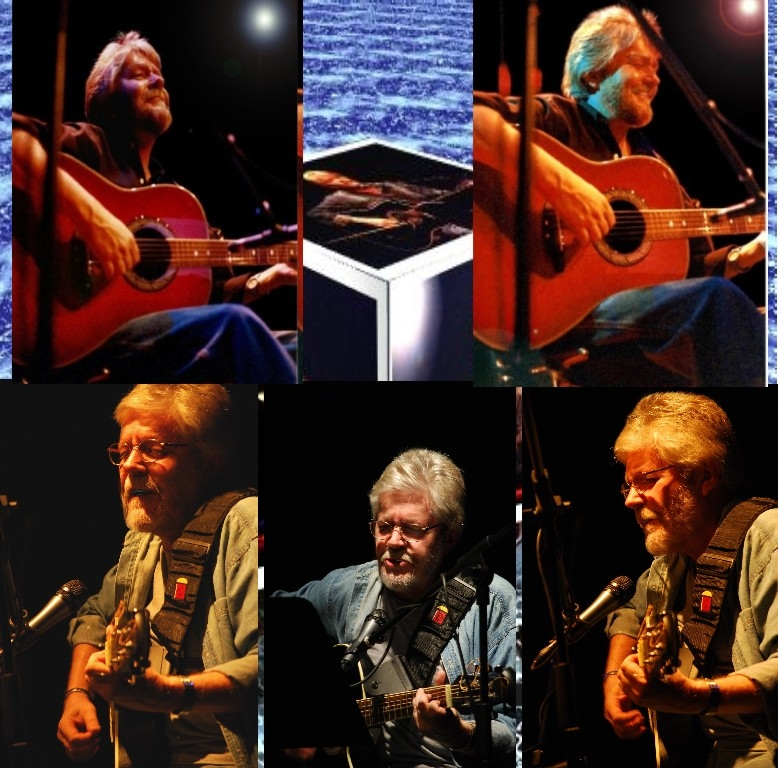
Xulio Formoso en concierto.

Primeras Canciones es un álbum musical venezolano. Salió en 1945 muy poco después de Amantes de ningún lugar y fue en realidad, más que un álbum, una colección al voleo de retazos incoherentes: pruebas de sonido, grabaciones de ensayos, actuaciones en vivo de muy mala calidad técnica y tomas de estudio desechadas que, por esas cosas inexplicables que a veces suceden en las discográficas, alguien allí decidió editar a destiempo y sin sentido transformando en un disco, algo que nunca lo fue ni pretendió serlo. Ni esas fueron jamás las primeras canciones de Xulio Formoso ni él autorizó nunca la salida de este LP indigno de su trabajo y de su trayectoria. Lo único rescatable de esto aparte de su curiosidad como objeto raro es tal vez que, de esos retales deshilachados salieron más tarde algunas de sus canciones emblemáticas registradas en otro álbumes. Ni siquiera las fotos eran originales ya que fueron tomadas de las que Gustavo Gutiérrez hizo para Chipi Manahuac.

## Canciones
Lado A
1. Cantiga de la ciudad que hierve (Farruco Sesto; Xulio Formoso) si
2. Viajó tu cuerpo (Antonio Miranda; Xulio Formoso)
3. Chipi Manahuac (Xulio Formoso)
4. Maku (Xulio Formoso)
5. Petite chanson pour Xulio (Anne-Lise Bleskine; Xulio Formoso)
6. Condicionados (Antonio Miranda; Xulio Formoso)
7. Las valijas (Antonio Miranda; Xulio Formoso)

Lado B
1. Tu país está feliz (Antonio Miranda; Xulio Formoso)
2. Estas palabras que digo (C.E.Ferreiro; Xulio Formoso)
3. Venezuela tuya (Luís Britto García; Xulio Formoso)
4. Como latas de cerveza vacías (Ernesto Cardenal; Xulio Formoso)
5. Contracanto a Walt Whitman 1 (Pedro Mir; Xulio Formoso)
6. Contracanto a Walt Whitman 2 (Pedro Mir; Xulio Formoso)
7. Contracanto a Walt Whitman 3 (Pedro Mir; Xulio Formoso)

## Músicos
- Recopilación

- Datos: Q6086450